# Ambaixada

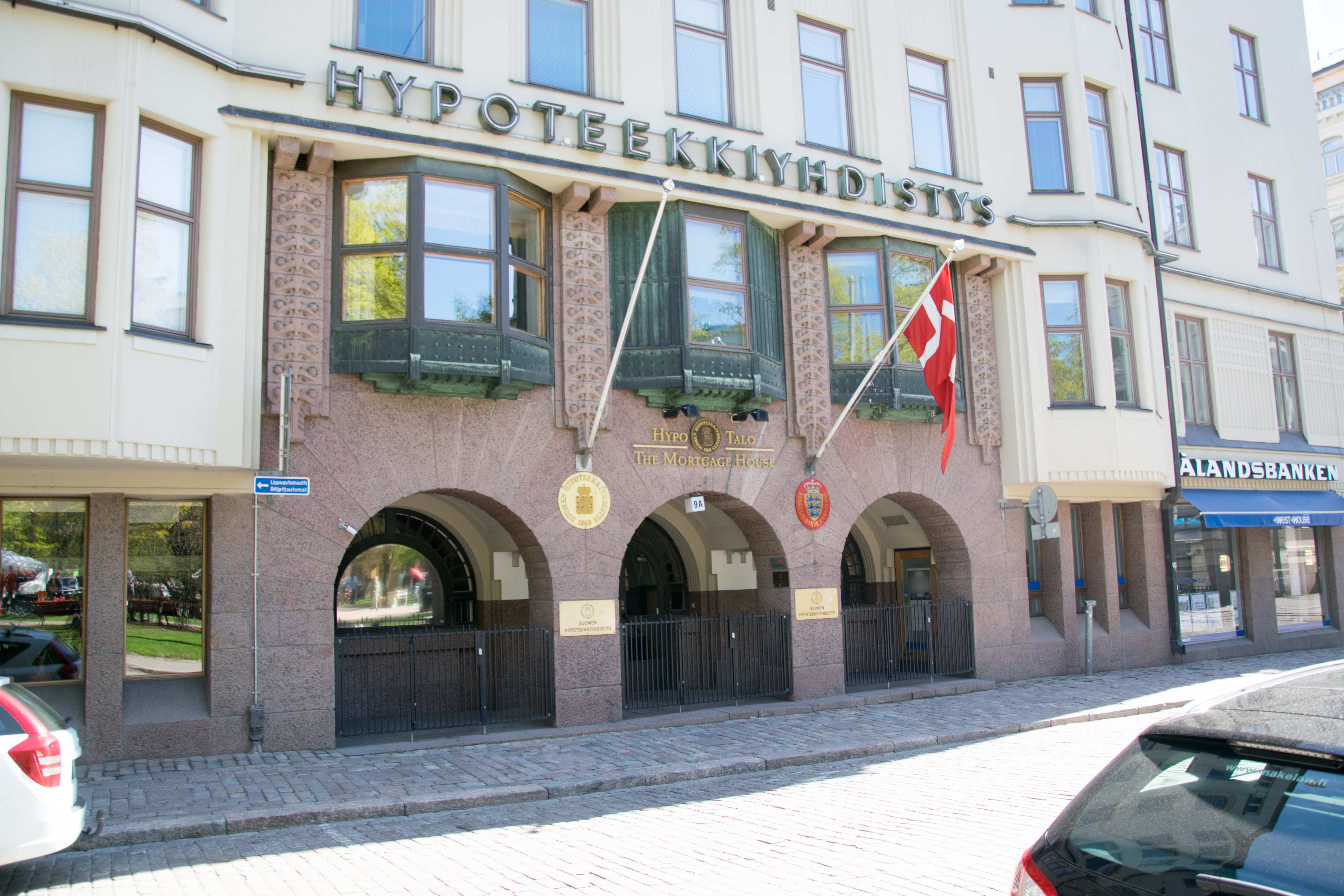
Ambaixada de Dinamarca a Hèlsinki, capital de Finlàndia.

Una ambaixada és la delegació representativa oficial i generalment permanent d'un estat en un altre, sovint a la seva capital, cosa que les distingeix dels consolats, radicats a qualsevol indret de l'estat. Amb resguard al Dret Internacional estes tenen estatus extraterritorial, és a dir, tot i ocupar territori nacional de l'estat amfitrió, aquestes estan deslligades de les lleis locals i en quasi totes les situacions gaudeixen del dret propi del país al que representen.
El paper d'una missió diplomàtica és el de protegir els interessos de la nació emissora en el país receptor dins dels límits establerts pel dret internacional; negociar amb el govern de l'estat amfitrió el que l'emissor demanda o espera; assabentar-se, per via legal, de les condicions i desenvolupaments de l'estat receptor i reportar-los al govern de la nació emissora; promoure les relacions amistoses entre ambdós estats i fomentar el seu creixement econòmic, cultural i científic. Els drets i exempcions (tals com la immunitat diplomàtica) d'aquestes missions estan assentades a la Convenció de Viena sobre relacions diplomàtiques de 1961.